# Systems Management Server 2003
Systems Management Server 2003 (även kallad bara SMS 2003) är en produkt från Microsoft. Produkten är till för "change-configuration" av datorer, till exempel nyinstallationer av applikationer, uppdateringar av applikationer, säkerhetsuppdateringar samt inventering av hårdvara och mjukvara.
Funktioner i SMS 2003:
- Inventering av hårdvara och mjukvara
- Software Metering, faktiskt utnyttjande av applikationer
- Software Distribution, till exempel installation och uppgradering
- Patch Management
- OSD, OS Deployment. Nyinstallation av operativsystem image

SMS 2003 bygger på en serverplattform och klienter. Klienter finns för Windows 2003, XP, NT4 och Win98.
Främsta konkurrenter är IBM Tivoli, CA Unicenter och Altiris.